# ロドニー・バン・ブイゼン
ロドニー・バン・ブイデン（Rodney Van Buizen、1980年9月25日 - ）は、オーストラリアの野球選手。ポジションは外野手。右投右打。2004年までドジャース傘下のAA級でプレーしていた。
俊足とセンターラインを中心に内外野すべてのポジションを守ることができることが持ち味。2006年のワールド・ベースボール・クラシックオーストラリア代表に選出された。